# Hermann Hofer (Höhlenforscher)
Hermann Hofer (* 11. Februar 1908 in Mautern, Steiermark; † 9. September 2003 in Weiz) war ein österreichischer Höhlenforscher.

## Leben
Hermann Hofer wurde am 11. Februar 1908 als Sohn des Kaufmanns und Realitätenbesitzers Johann Hofer und dessen Ehefrau Erna (geborene Schneider) in Mautern geboren und am 13. Februar 1908 auf den Namen Hermann getauft.
Bevor Hermann Hofer mit seiner Frau Regina, die er am 2. Mai 1950 in erster Ehe in Schärding heiratete, in Dürntal bei Weiz im Jahre 1951 sesshaft wurde, übte er zahlreiche Berufe aus wie Zuckerbäcker, Fabrik- und Bergarbeiter, Hüttenwirt, Bergführer, Skilehrer, Bibliothekar und Gutsverwalter.
Das Ehepaar Hofer hatte in der Grasslhöhle den Führungsweg modernisiert und die erste elektrische Beleuchtung installiert, welche am 5. Juli 1952 eingeweiht wurde. Parallel zum Führungsbetrieb bis Anfang der 1960er Jahre widmeten sich beide ihrer Lebensaufgabe, der Erforschung des Katerlochs. Später gaben sie den Betrieb Grasslhöhle auf und konzentrierten sich nur noch auf die für sie wichtigere Höhle.
In den Jahren 1952 bis 1955 gelang es beiden, den über Jahrhunderte bekannten Eingangsteil und den seit 1899 bekannten Marteldom durch zahlreiche Neuentdeckungen um ein Vielfaches zu erweitern. Erst nach der Schaffung eines ausgeklügelten Schacht- und Stollensystems und in weiterer Folge mit dessen Elektrifizierung konnten die Hallen der Öffentlichkeit präsentiert werden. Bis zu diesem Zeitpunkt mussten Touristen durch den etwa 45 Meter tiefen Schacht abgeseilt werden.
Nach einem 30 Jahre langen Führungsbetrieb im Katerloch traten Hermann und Regina Hofer Anfang der 1980er Jahre in den Ruhestand und der allgemeine Führungsbetrieb wurde eingestellt. Im Dezember 1995 starb seine Ehefrau Regina. Nach umfangreichen Sanierungsarbeiten im Jahr 2004 ist die Tropfsteinhöhle Katerloch heute wieder für die Öffentlichkeit zugänglich.
Sein Großneffe ist der freiheitliche Politiker Norbert Hofer.